# Duval County, Texas
Duval County är ett administrativt område i delstaten Texas, USA, med 11 782 invånare (2010). Den administrativa huvudorten (county seat) är San Diego. 

## Geografi
Enligt United States Census Bureau har countyt en total area på 4 652 km². 4 644 km² av den arean är land och 8 km² är vatten.

### Angränsande countyn
- McMullen County - norr
- Live Oak County - nordost
- Jim Wells County - öster
- Brooks County - sydost
- Jim Hogg County - sydväst
- Webb County - väster

### Orter
- Benavides
- Concepcion
- Freer
- Realitos
- San Diego (huvudort, delvis i Jim Wells County)